# Bănișor
Bănișor – wieś w Rumunii, w okręgu Sălaj, w gminie Bănișor. W 2011 roku liczyła 674 mieszkańców.